# São Sebastião do Oeste
São Sebastião do Oeste este un oraș în Minas Gerais (MG), Brazilia.